# صالح‌آباد (قرچک)
صالح‌آباد روستایی در دهستان قشلاق جیتو بخش مرکزی شهرستان قرچک استان تهران ایران است.

## جمعیت
بر پایه سرشماری عمومی نفوس و مسکن در سال ۱۳۹۵ جمعیت این مکان ۳٬۷۱۵ نفر (۱٬۰۶۸خانوار) بوده‌است.